# Aram Kebabdjian
Aram Kebabdjian, né à Châtenay-Malabry le 23 juillet 1978, est un écrivain et dramaturge français,.

## Biographie
Docteur en philosophie, il traduit Kant et soutient en 2005 une thèse sur Kant et sa géographie.
Les Désœuvrés, son premier roman, sur le monde de l'art contemporain, est finaliste du Prix Médicis et figure sur la première liste du Prix Renaudot. Il est distingué par le Grand Prix SGDL du premier roman 2015,. Le Songe d'Anton Sorrus, (Seuil 2017), décrit le face à face d'un homme avec un son venu de nulle part, le hum,.
Dramaturge, il travaille pour La Vie Brève sur deux spectacles : l'Oreille de Denys (2018) et Tarquin (2019), dans une mise en scène de Jeanne Candel,.
Ses nouvelles sont publiées dans différentes revues telles que Le Diable probablement, Po&sie, Études, Apulée (Éditions Zulma).
Photographe, il publie les recueils Sul Sepulcro di François Truffaut (2001) et Andante Duras (2004) avec Elise Gruau, aux éditions La Camera Verde.
Avec l'artiste Stéfane Perraud, il collabore à la création d'œuvres hybrides entre fiction narrative et installation plastique : La gorge du blaireau à Tagsdorf ,, Soleil noir, Zone bleue, Hystérésia. Leurs travaux sont présentés et soutenus par diverses institutions, comme le Musée de la chasse à Paris, le Lieu Unique à Nantes ou le Mudac à Lausanne.
À la rentrée littéraire 2021, il publie son troisième roman aux Éditions du Faubourg, L'Hymne à la joie.
D'origine arménienne, il est l'arrière-petit-fils du peintre Melkon Kebabdjian. D'origine allemande, il est le petit-fils du journaliste et député Max Schulze-Vorberg.

## Œuvres

### Romans
- Les Désœuvrés, Seuil, 2015, 528 p.
- Le songe d'Anton Sorrus, Seuil, 2017, 160 p.
- L'Hymne à la joie, Éditions du Faubourg, 2021, 235 p.

### Nouvelles
- “Zone bleue (3620)”/"Zone bleue (2052)”, avec un dessin de Stéfane Perraud, AOC, coll. “les imprimés d’AOC”, 2021, 60 p.
- « M. Mirbeau », Revue Études,‎ juillet 2016 (lire en ligne)
- "Monsieur Livingston", Le Diable probablement, n°12
- "Hum", revue Apulée, n°3[23].
- "Lier la langue", Apulée, n°5.
- Toby D. Griffen, propos recueillis et traduits par Aram Kebabdjian, « R pour Europe », Po&sie, vol. 160-161, no 2,‎ 2017, p. 175-183 (lire en ligne)

### Théâtre
- L'Oreille de Denys, création décembre 2018 à la PoP, Comédie de Valence, m.e.s Jeanne Candel, 2018[24].
- Tarquin, création Nouveau théâtre de Montreuil septembre 2019, musique : Florent Hubert, mise en scène Jeanne Candel[25].

### Philosophie
- « La description kantienne du monde : vers une pédagogie critique » in Giornale Critico della filosofia, Firenze, avril 2007
- « Présentation et traduction du Premier fondement de la distinction des régions dans l’espace [1768] d’Immanuel Kant », Cahiers Philosophiques,‎ octobre 2005
- « Qu’est-ce que progresser dans la pensée ? », Approches,‎ mai 2005, p. 64-83
- « Le criticisme kantien rapporté à la géographie », Cahiers Philosophiques, no 93 « Géographies »,‎ décembre 2002, p. 36-51

### Photographie
- Andante Duras, texte Elise Gruau, préface Michel Butel, post-face Olivier Kervern, Roma, La Camera Verde, 2004
- Sul Sepulcro di François Truffaut, texte Elise Gruau, Roma, La Camera Verde, 2001

## Prix et distinctions
- 2015 : Grand Prix SGDL du premier roman